# Langues au Niger
La langue nationale du Niger est le haoussa .
Jusqu'en 2025, le français est la langue officielle du pays. Depuis 2025, le français est une « langue de travail ».
Les langues parlées sont le haoussa (55 %) qui est la langue commerciale, le zarma/songhaï (25,5 %), le tamasheq (8,4 %), le peul (8,3 %) ou fulfulde, le kanouri (4,8 %), l'arabe dialectal (1,2 %), le buduma, le gulmancema, le tassawaq et le toubou. Il existe aussi le gourma (0,5 %).
Le français est parlé par 12,70 % des Nigériens en 2012 en tant que langue seconde et non native, c'est la première langue étrangère dans l'enseignement.
Le français est la seule langue d'enseignement de la quatrième année du primaire jusqu'à l'université.
En 2012, le Niger a rendu obligatoire l'utilisation de la langue maternelle parlée à la maison comme langue d'instruction dans les premières années d'enseignement.

## Recensement de 2012
Le quatrième recensement général de la population et de l'habitat du Niger a été effectué en 2012 et la question suivante a été posée sur les langues : « Langue d'alphabétisation : Quelle(s) est(sont) la(les) langue(s) que peut lire, écrire et comprendre à la fois [PRÉNOM] ? ».
|  | 20 |

|  | 4 |

|  | 32 |

|  | 1 |

## Recensement de 2001
Le troisième recensement général de la population et de l'habitat du Niger a été effectué en 2001 et la question suivante a été posée sur les langues : « Langue d'alphabétisation : Quelle(s) est(sont) la(les) langue(s) que peut lire, écrire et comprendre à la fois [PRÉNOM] ? ». Les résultats à cette question n'ont pas été divulgués.
Le taux d’alphabétisation, toutes langues considérées, de la population de 10 ans et plus a très peu évolué entre 1988 et 2001 : il est passé de 12,0 % à 15,8 %, soit une augmentation de seulement 3,8 points de pourcentage en l’espace de 12 ans.

## Recensement de 1988
Le deuxième recensement général de la population et de l'habitat du Niger a été effectué en 1988, et selon lui, 12 % des Nigériens âgés de 10 ans et plus sont alphabétisés dans une langue quelconque. Parmi les alphabétisés, 72 % l’ont été en français et 28 % pour les dix langues nationales regroupées. Cependant, parmi les langues fréquemment parlées, le français fait partie de la modalité « autre langue » qui ne recueille même pas 0,5 % au sein de la population de 6 ans et plus. Le haoussa (55 %) et le djerma-sonraï (23 %) sont les principales langues parlées. La question sur les langues parlées ne portait que sur les langues nationales. De plus, certaines personnes alphabétisées en français peuvent l’être également en langues nationales et vice-versa. Autrement dit, la langue d’alphabétisation n’est pas toujours unique.
Parmi les 28 % de personnes alphabétisées en langues nationales parmi les personnes de 10 ans et plus alphabétisées (12 %), 64 % le sont en arabe (soit 2 % de la population alphabétisée ou non de 10 ans et plus), alors que cette langue est minoritaire et n’est parlée que par environ 0,3 % de la population de 6 ans et plus. C’est la religion musulmane (dont 99,5 % des Nigériens se réclament) qui est à l’origine de ce deuxième paradoxe linguistique, alors que le poids démographique des Arabes n’est que d’environ 0,3 % au Niger. À noter que ce sont principalement les hommes qui sont alphabétisés en arabe.
Le haoussa ne représente que 29 % au sein de la population alphabétisée en langues nationales (soit 1 % de la population alphabétisée ou non de 10 ans et plus), alors que c’est la langue parlée par un Nigérien sur deux (55 %).
|  | 9 |

|  | 2 |

|  | 1 |

|  | 72 |

|  | 18 |

|  | 8 |

## Principales langues utilisées sur Internet
| Rang | Langue   |
| ---- | -------- |
| 1    | Français |
| 2    | Haoussa  |

|  | 81 |

|  | 15 |

|  | 1 |

|  | 89 |

|  | 11 |

|  | 11 |